# 倒披针叶山矾
倒披针叶山矾（学名：Symplocos oblanceolata）为山矾科山矾属下的一个种。